# Hirmand megye
Hirmand megye (perzsa nyelven: شهرستان هیرمند) Irán Szisztán és Beludzsisztán tartományának északi elhelyezkedésű megyéje az ország keleti részén. Keleten Afganisztán Faráh tartományának Lás va Dzsovejn kerülete határolja, délkeleten az iráni Zehak megye, délnyugaton Zábol megye, nyugatról Nimruz megye, északról pedig a Dél-Horászán tartományhoz tartozó Nehbandán megye határolja. Székhelye a 6900 fős Duszt Mohammad városa. Összesen egy város tartozik a megyéhez: Duszt Mohammad, a megye székhelye. A megye lakossága 73 254 fő. A megye két kerületet foglal magába, amely a Központi kerület és Korkori kerület.

## Népesség
| 2016 | 63 979 |

## Fordítás
- Ez a szócikk részben vagy egészben  a   Hirmand County című angol Wikipédia-szócikk ezen változatának fordításán alapul.  Az eredeti cikk szerkesztőit annak laptörténete sorolja fel. Ez a jelzés csupán a megfogalmazás eredetét és a szerzői jogokat jelzi, nem szolgál a cikkben szereplő információk forrásmegjelöléseként.